# Seč u Nasavrk
Seč (deutsch Setsch) ist eine Stadt in Tschechien. Sie liegt 15 Kilometer südwestlich von Chrudim und gehört zum Okres Chrudim.

## Geographie
Seč befindet sich linksseitig der Chrudimka im Westen des Eisengebirges. Südlich der Stadt wird der Fluss in der Talsperre Seč I gestaut, südöstlich liegt das kleine Staubecken Seč II. Die Staumauer der Talsperre Seč I wird flankiert von den auf zwei benachbarten Felsspornen befindlichen Ruinen der Burgen Oheb und Vildštejn.
Nachbarorte sind Vápenný Podol im Norden, Hrbokov und Kovářov im Nordosten, Bojanov im Osten, Horní Bezděkov und Hořelec im Südosten, Proseč, Ústupky und Horní Ves im Süden, Leškova Hůrka und Javorka im Südwesten, Dvorec und Horní Počátky im Westen sowie Žďárec u Seče im Nordwesten.

## Geschichte
Seč entstand zum Übergang vom 12. zum 13. Jahrhundert während der Kolonisation des Eisengebirges. Erste Nachrichten über die einem Hrabiš von Poběnice gehörende Burg Wichstein (Vildštejn) stammen aus dem Jahre 1289. Seit 1315 ist auch die Burg Oheb nachweisbar.
Die erste urkundliche Erwähnung von Syez als Sitz des Vladiken Svenek de Syeze stammt aus dem Jahre 1318. Im Jahre 1350 wurden die Kirche St. Stephan sowie das Pfarrhaus  und eine katholische Schule errichtet. Während der Hussitenkriege erlosch die katholische Schule und der Unterricht wurde ab 1419 im Herrenhaus fortgeführt.
1493 erwarb Nikolaus der Jüngere Trčka von Lípa die Burg Vildštejn einschließlich der umliegenden Dörfer, darunter Seč. 1499 wurde Seč erstmals als Städtchen bezeichnet. 1556 erwarben die Brüder Albrecht und Wenzel Robenhaupt von Sucha (Robmhap ze Suché) Seč. Seit 1580 besaß Seč die peinliche Gerichtsbarkeit IV. Klasse. 1583 erwarb Albrecht Brückner von Bruckstein Seč. Von dessen gleichnamigen Sohn kaufte Karel Záruba von Hustířan 1593 den Ort. Nach der Schlacht am Weißen Berg mussten die Záruba Böhmen verlassen und verkauften ihren Besitz 1620 an den kaiserlichen Leutnant Francois de Couriers auf Nassaberg. Im Dreißigjährigen Krieg verödete Seč und die berní rula weist für den Ort 38 Bauernwirtschaften aus, von denen acht wüst lagen. Im Jahre 1660 war der Ort bekannt für die Perlenfischerei in der Chrudimka. 1677 hatte Seč 225 Einwohner. An der Pestepidemie, die 1680 die Herrschaft Nassaberg heimsuchte, starben in Seč 81 Menschen. 1701 erwarb Franz Josef von Schönfeld die Herrschaft Nassaberg und durch Heirat erwarb 1737 Johann Adam von Auersperg den Besitz. 1760 erlosch das Recht der Blutgerichtsbarkeit, während ihrer 180-jährigen Ausübung erfolgten 31 Hinrichtungen in Seč. 1823 entstand eine Textilmanufaktur und wenig später folgten eine Brennerei, Brauerei und Ölpresserei.
Am 30. April 1852 zerstörte ein Brand das Schloss und 14 Anwesen.
Seč wurde am 29. November 1853 zur Stadt erhoben und führt seitdem das Wappen mit der silbernen Lilie auf rotem Feld. Zu dieser Zeit bestand der Ort aus 137 Häusern und hatte 1100 Einwohner. In den Jahren 1858 bis 1860 erfolgte der Neubau des Pfarrhauses. 1876 begann der Neubau des Rathauses. In den Jahren 1924 bis 1934 entstand die Talsperre, dabei wurden die Ansiedlung Podohbí sowie eine Mühle, Brettsäge und Flachsbreche überflutet.
Nach dem Zweiten Weltkrieg wurden die Stadtrechte nicht erneuert. 1960 erfolgte die Eingemeindung von Proseč, Prosíčka, Přemilov und Ústupky; 1974 kam noch Kraskov hinzu. 1971 erfolgte der Umbau des Schlosses zum Gemeindeamt. 1973 eröffnete in Seč eine mittlere Lehrerschule. Am 1. Oktober 1980 hatte Seč 1558 Einwohner. Seit dem 12. April 2007 ist Seč wieder eine Stadt.

## Ortsgliederung
Die Stadt Seč besteht aus den Ortsteilen Hoješín (Hojeschin), Javorka (Jaworka), Kraskov (Kraskow), Počátky (Potschatek), Přemilov (Premilau), Proseč (Prosetsch), Prosíčka (Prositschka), Seč (Setsch), Ústupky (Austupek) und Žďárec u Seče (Schdiaretz) sowie den Ansiedlungen Dolní Počátky (Unterpotschatek), Dolní Ves (Niederndorf), Dvorec, Horní Počátky (Oberpotschatek), Horní Ves (Oberndorf) und Leškova Hůrka (Leskowa Hurka). 

## Sehenswürdigkeiten

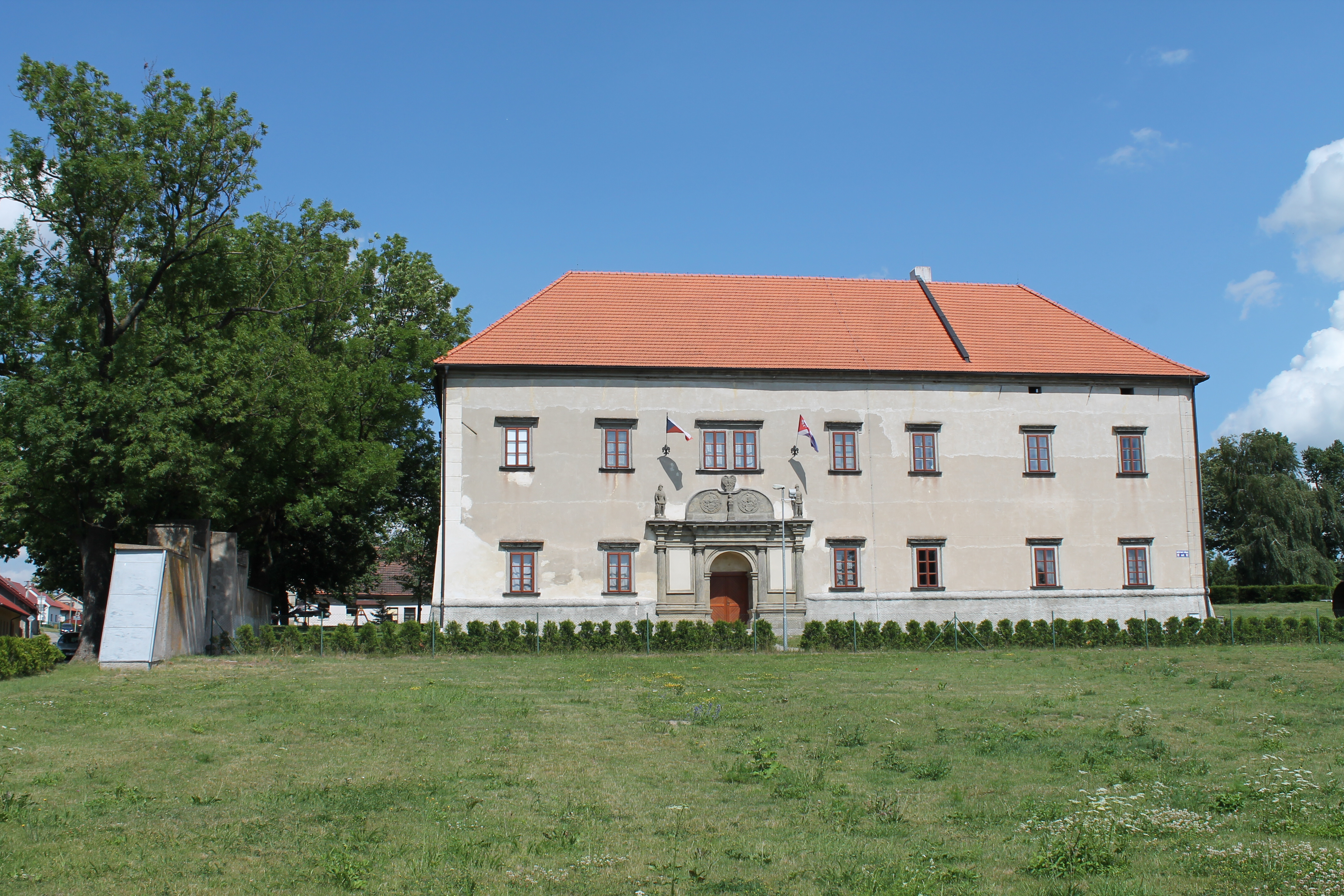
Schloss Seč

- Schloss Seč, errichtet um 1610. Seine heutige Gestalt erhielt das Schloss nach dem Brand von 1852. Es ist heute Sitz der Stadtverwaltung.
- Kirche des Hl. Laurentius auf dem Marktplatz, erbaut 1610–1620
- Kirche St. Stephan auf dem Friedhof
- Kapelle des Hl. Georg
- Ruine der Burg Oheb über der Talsperre Seč I
- Ruine der Burg Vildštejn über der Talsperre Seč I

## Söhne und Töchter der Stadt
- Vincent Strouhal (1850–1922), tschechischer Physiker